# Francisco Castillo
Francisco Castillo Caupena (Barcellona, 9 gennaio 1921 – Barcellona, 7 gennaio 1997) è stato un nuotatore e pallanuotista spagnolo.

## Carriera
Era un atleta del Club Natació Barcelona. 
Nel 1948 vinse i Campionati Catalani di Nuoto nei 400m stile libero e lo stesso anno nella lunga distanza nella Travessia del Port de Barcelona.
Nella pallanuoto fu campione di Catalogna nel 1941, 1943, 1944, 1945, 1946, 1947, 1948, 1949, 1950, 1951, 1952 e 1953 e campione di Spagna nel 1943, 1944, 1945, 1946, 1948, 1947, 1958 1951, 1952, 1953, 1956, 1957 e 1958.
Con la nazionale spagnola di pallanuoto è stato internazionale trentasette volte. Ha vinto la medaglia d'oro ai I Giochi del Mediterraneo, nel 1951. 
Nel 1948 partecipò ai Giochi di Londra 1948 e Helsinki 1952, nei quali si classificò all'8º posto.
Nel 1952 ricevette una targa d'onore dalla Federazione Spagnola e nel 1958 la Medaglia della Federazione Catalana. 
Morì nel 1997 a Barcellona all'età di 75 anni.